# Stacey McClean
Stacey Jade McClean (Bisphan, Blackpool, Inglaterra, 17 de febrero de 1989) es una cantante y actriz británica. Estuvo en la banda spin-off de S Club 7, llamada S Club 8, con la que también protagonizó la serie de televisión "I Dream". En 2009, fue participante de la sexta edición de "The X Factor".

## Carrera

### 2001-2005: S Club 8
En el año 2001, Stacey McClean audicionó para formar parte del grupo que sería telonero de la popular banda pop S Club 7 en su "S Club Carnival Tour 2002". Así, a la edad de 12 años, fue seleccionada y pasó a formar parte de S Club Juniors. Durante 2002, la banda lanzó 4 sencillos y actuó en un episodio de la serie "Viva S Club".
S Club 7 se separó en 2003, pero 19 Entertainment (discográfica de la banda) decidió que S Club Juniors continuara su camino, siendo renombrada S Club 8. Bajo tal denominación, 3 sencillos fueron lanzados. En 2004, la banda vuelve a cambiar su nombre a I Dream, debido a la filmación de una serie de televisión del mismo nombre, "I Dream", grabada en España. El programa tuvo una temporada de 13 episodios, desde el 22 de septiembre de 2004 hasta el 13 de diciembre de 2004, por la cadena BBC One. A principios de 2005, el grupo se disolvió.

### 2005-2009: Bajo perfil
A mediados de 2007, Stacey realizó una sesión de fotos con James Nader, y comenzó a ser aclamada como la próxima sensación del R&B. Ha grabado "I See You", una canción movida, pero actualmente se encuentra en la búsqueda del management adecuado, con la finalidad de trabajar con los productores exactos que la lleven en la dirección que ella más desea. Afirma que sus influencias incluyen a Mýa y Rihanna. También ha estado trabajando, para sostenerse a sí misma, en una oficina. Su madre también trabaja allí, y según testimonios, era un lugar encantador para trabajar y, a veces, Stacey se encargaba de entretener a sus compañeros de trabajo cantando algunos de sus viejos hits.
Stacey realizó, también, una sesión de fotos con Antonia Charlesworth. En 2008, grabó dos nuevas canciones R&B, pero debido al copyright, no puede usarlas todavía en su página MySpace de música. Stacey encendió las luces navideñas de Lytham en noviembre del mismo año, acto seguido por una performance en el centro de esa ciudad. Aunque fue llamada para citarse en un corto plazo judicial, en relación con la detención de Fred el Malabarista debido a un robo, ella logró defenderse muy bien a sí misma y ser absuelta.
También hubo rumores de que se le habría ofrecido, a McClean, un espacio en la girlband inglesa The Saturdays. Sin embargo, nuevos rumores afirman el rechazo a dicha oferta, debido a sus deseos de focalizarse en su carrera solista.

### 2009-presente: The X Factor
En 2009, Stacey audicionó para "The X Factor" en Mánchester, cantando la canción "Ain't No Other Man" de Christina Aguilera. Esta audición fue mostrada en el episodio 100 del show, saliendo al aire el 19 de septiembre de 2009. Logró pasar a la instancia del campamento. Luego, tras la tarea de cantar con otros artistas, logró quedar entre los 50 mejores, donde tuvo que realizar una performance solista para llegar a los 24 mejores.
Llegó a quedar en dicha categoría, y junto con otros cinco artistas fue ubicada en el grupo de chicas de 16 a 24 años, en el cual su mentor fue Dannii Minogue, asistida por su hermana, Kylie Minogue. En la audición final, realizada en Palma Jumeirah, Dubái, China, McClean realizó la canción "Sometimes" de Britney Spears, siendo eliminada antes de los shows en vivo.

## Vida personal
McClean se educó en la escuela "Beacon Hill High School" en Blackpool. Actualmente, trabaja como mánager administrativa en la radio 106.5 Central Radio, en Lancashire. A su vez, es anfitriona de "The Breakfast Show", y vive en Bispham.

## Discografía con S Club 8

### Álbumes
| Estadísticas | Sencillos                                                                                    |
| --- | -------------------------------------------------------------------------------------------- |
| Together - Lanzamiento: - 21 de octubre de 2002 (Reino Unido) - Posición más alta en ventas: - #5 (Reino Unido)                      | Sencillos realizados - "One Step Closer" - "Automatic High" - "New Direction" - "Puppy Love" |
| Sundown - Lanzamiento: - 13 de octubre de 2003 (Reino Unido) - Posición más alta en ventas: - #13 (Reino Unido)                      | Sencillos realizados - "Fool No More" - "Sundown" - "Don't Tell Me You're Sorry"             |
| Welcome to Avalon Heights - Lanzamiento: - 19 de noviembre de 2004 (Reino Unido) - Posición más alta en ventas: - #133 (Reino Unido) | Sencillos realizados - "Dreaming"                                                            |

### Sencillos
| Año  | Canción                      | Álbum                     | Posición |
| ---- | ---------------------------- | ------------------------- | -------- |
| 2002 | "One Step Closer"            | Together                  | #2       |
| 2002 | "Automatic High"             | Together                  | #2       |
| 2002 | "New Direction"              | Together                  | #2       |
| 2002 | "Puppy Love"                 | Together                  | #6       |
| 2003 | "Fool No More"               | Sundown                   | #4       |
| 2003 | "Sundown"                    | Sundown                   | #4       |
| 2003 | "Don't Tell Me You're Sorry" | Sundown                   | #11      |
| 2004 | "Dreaming"                   | Welcome to Avalon Heights | #19      |

## Participaciones en TV
| Año       | Programa                        | Rol                       | Notas                    |
| --------- | ------------------------------- | ------------------------- | ------------------------ |
| 2001      | "S Club Search"                 | Concursante               |                          |
| 2002      | "S Club Juniors: The Story"     | Stacey                    |                          |
| 2002      | "S Club Juniors Summer Special" | Stacey                    |                          |
| 2002      | "Viva S Club"                   | Stacey                    |                          |
| 2002      | "Smash Hits Poll Winners Party" | Stacey                    |                          |
| 2002-2003 | "Top of the Pops"               | Performances con S Club 8 | 5 apariciones            |
| 2004      | "I Dream"                       | Stacey                    | Serie de TV con S Club 8 |
| 2004      | "Smile"                         | Stacey                    | 2 performances           |
| 2009      | "The X Factor"                  | Concursante               |                          |